# Leo Allatius
Leone Allacci, cunoscut sub forma latină Leo Allatius și greacă Leon Allatios (Λέων Ἀλλάτιος), (n. 1586, Insula Chios, Imperiul Otoman – d. 19 ianuarie 1669, Roma, Statele Papale) a fost un intelectual grec refugiat la Roma, unde a devenit profesor la Colegiul Sfântul Atanasie cel Mare.
Din 1623 a fost bibliotecarul cardinalului Francesco Barberini, iar în 1661 a devenit prefectul Bibliotecii Apostolice Vaticane, funcție pe care a deținut-o până la moarte.